# Fort Jackson, Alabama
Fort Jackson i nuvarande Alabama var en skans som uppfördes i april 1814 nära Tallapoosaflodens sammanflöde med Coosafloden. Skansen anlades som en amerikansk stödjepunkt under creekkriget. Den övergavs vid krigets slut.

## Creekkriget
Sedan amerikanska trupper och proamerikanska indianer under Andrew Jackson hade besegrat Red Stickscreekerna i slaget vid Horseshoe Bend 1814, anlades en skans på platsen för ett gammalt franskt fort, Fort Toulose, vid flodmötet mellan Tallapoosa och Coosa. Skansen byggdes med avsikt nära creekernas heliga plats, Hickory Grounds.

## Freden i Fort Jackson
I Fort Jackson slöts freden i Fort Jackson 1814, då creekerna tvingades avstå från större delen av den nuvarande delstaten Alabama.

## Historiskt minnesmärke
Platsen blev 1960 ett National Historic Landmark (federalt historiskt minnesmärke).

### Fotnoter
1. ↑  Francis Paul Prucha, Guide to the Military Posts of the United States (The State Historical Society of Wisconsin, 1964), s. 81.
2. ↑  A. J. Langguth,Union 1812: the Americans who fought the Second War of Independence (Simon & Schuster, 2006), s. 287.